# Bartholomaeus Texier
Bartholomaeus Texier (Draguignan, ... – Lione, 19 agosto 1449) è stato un religioso francese dell'Ordine domenicano. Fu Maestro generale dell'Ordine dei predicatori dal 1426 fino alla sua morte.

## Biografia
Bartholomaeus Texier entrò nell'Ordine domenicano nella sua città natale. Insegnò teologia a Montpellier e, successivamente, ad Aix-en-Provence. Dal 1418 al 1422 fu provinciale della  Provenza. Nel Capitolo generale tenutosi a Bologna nel 1426 fu eletto Maestro generale. Negli anni successivi si impegnò a favore dell'osservanza delle regole e della riforma dei conventi domenicani. Nell'impero sostenne Johannes Nider e Peter von Gengenbach. Nel 1433 si fece inviare al Concilio di Basilea (1431-1449) e vi rimase almeno fino al 1435.

## Scritti
Un elenco delle opere è disponibile in Thomas Kaeppeli, Scriptores Ordinis Praedicatorum Medii Aevi. 1. A – F Roma 1970, pp. 169–171 e 4. T – Z Roma 1993, p. 45.